# Komparativsatz
Unter einem Komparativsatz oder Vergleichssatz (früher auch: Vergleichungssatz) versteht man einen Nebensatz, der Teil einer Vergleichskonstruktion ist. Er wird meist als Adverbialsatz und innerhalb dieser Klasse zu den Modalsätzen gezählt. Verschiedene Untertypen solcher Nebensätze können eingeleitet werden durch als / als ob / wie / wie wenn. Komparativsätze können von einer Steigerungsform eines Adjektivs (Komparativ) abhängen, aber auch andere Arten von Vergleichskonstruktionen bilden (der Name Komparativsatz soll sich also auf den Begriff „Vergleich / Komparation“ beziehen, nicht auf die Wortform namens „Komparativ“). 
Beispiele (Komparativ-Nebensatz kursiv gesetzt):
- „Leni hat ihr Fahrrad deutlich teurer verkaufen können, als sie es gekauft hat.“[2]
- „Er hat mich genau so behandelt, wie er das auch bei allen anderen tut.“

Komparativsätze / Vergleichssätze geben also einen Sachverhalt wieder, der als Vergleichsgrundlage gegenüber einem Sachverhalt im übergeordneten Satz dient. Hierbei kann das Ziel des Vergleichs eine Gleichsetzung oder der Ausdruck eines Unterschieds sein.

## Vergleichssätze des Grades
Die „prototypischen“ Komparativsätze hängen von einem Ausdruck ab, der graduierbar ist und bestimmen mittels eines Vergleiches den Grad, zu dem eine Eigenschaft vorliegt. Dies können Konstruktionen sein, die von einem Komparativ abhängen; dann erscheinen „als“-Sätze, die eine Lücke enthalten:
- „Johanna ist frecher, als mir gefällt.“
- „Martin kocht besser, als Robert annimmt.“

Der zweite Satz bedeutet beispielsweise: Martins Kochkunst hat einen höheren Rang bzw. Grad als der Grad, den Robert annimmt (das Objekt von „annehmen“ fehlt jedoch). Durch den Komparativ werden hier also zwei unterschiedliche Grade bestimmt. Es handelt sich allerdings um eine Bestimmung zum Grad eines Adjektivs („frech/frecher, gut/besser“), hier liegt also nur insoweit ein Adverbialsatz vor, als man Modifikatoren eines Adjektivs als Adverbiale bezeichnen kann (alternativ dazu ist die Einstufung als Attribut, vgl. Attribut (Grammatik) #Attribute in einem weiteren Sinn). Aufgrund der Abhängigkeit des „als“-Satzes vom Komparativ könnte dieser auch als Argumentsatz des Komparativs aufgefasst werden statt als Adverbialsatz.
Ein anderer Fall ist die Bestimmung eines Grades durch eine Gleichsetzung. Hier erscheint ein Komparativsatz, der mit „wie“ eingeleitet ist und von einer Positiv-Form mit „so“ abhängt.
- „Dieses Jahr werden wir in etwa so viel Geld verdienen, wie wir investiert haben.“

## Vergleichssätze der Art und Weise
Nebensätze der Art und Weise (Modalsätze) werden ebenfalls als Komparativsätze bezeichnet, wenn sie dazu dienen, Gleichheit oder Verschiedenheit auszudrücken. Es gibt hierbei zwei Typen: einen Vergleich realer Sachverhalte oder hypothetische Vergleichssätze.
Beim Vergleich realer Sachverhalte erscheint beim Art-und-Weise-Satz dieselbe Form wie in Gradkonstruktionen: Komparativsätze zum Ausdruck einer Verschiedenheit der Art und Weise werden mit „als“ eingeleitet, zum Ausdruck von Gleichheit dagegen mit „wie“:
- „Er hat sich so verhalten, wie wir das erwartet haben.“
- „Er hat sich anders verhalten, als wir das erwartet haben.“

Bei Vergleichssätzen der Art und Weise, wie bei Modalsätzen generell, ist „so“ stets weglassbar (im Unterschied zu Konsekutivsätzen mit  „so... dass“). Wie anderen Modalsätzen auch scheint es sich hier um Relativsätze zu handeln, d. h. das satzeinleitende „wie“ wäre dann ein Relativadverb (keine Konjunktion).
Vergleichssätze können aber auch hypothetische bzw. irreale Vergleiche enthalten. Dann erscheint ein Vergleichssatz, der die Satzform eines Konditionalsatzes enthält:
- „Er tut so, als ob / wie wenn ihm niemand etwas anhaben könnte.“